# Vesna Pisarović
Vesna Pisarović (Brčko, bosnia, 9 de abril de 1978) es una compositora y cantante croata conocida en numerosos países balcánicos.

## Biografía
Desde joven vivió en la localidad croata de Požega, localidad en la que comenzó a acudir al conservatorio, donde aprendió a tocar la flauta, así como a cantar en coros y participar en diferentes festivales musicales.
En los años 90, se trasladó a Zagreb, donde continuaría su carrera musical. Comenzó a actuar en clubs y a componer canciones. En 1997, mientras intervenía en el festival croata Zadarfest, conoció a Milana Vlaović, que empezaría a componer temas para ella.
En el año 2002, Vesna ganó la edición anual del festival Dora, evento que selecciona la canción para representar a Croacia en el Festival de la Canción de Eurovisión con la canción Sasvim Sigurna ("Completamente segura"). Con su versión en inglés, titulada "Everything I Want" ("Todo lo que quiero") alcanzó la undécima posición con 44 puntos.
Volvería a participar dos años más tarde, en esta ocasión como compositora del tema bosnio "In The Disco" que interpretó el cantante Deen.

## Discografía
- 2000 - "Da Znaš" ("Si supieras")
- 2001 - "Za Tebe Stvorena" ("Hecha para ti")
- 2002 - "Everything I want" ("Todo lo que quiero")
- 2002 - "Kao Da Je Vrijeme" ("Como si fuera el tiempo)
- 2003 - "Best of" ("Grandes Éxitos")
- 2003 - "Pjesma mi je sve" ("Cantar lo es todo para mí")
- 2005 - "V" ("Cinco")